# William Carl Buchan
William Carl Buchan (Seattle, 23 de dezembro de 1956) é um velejador estadunidense.

## Carreira
William Carl Buchan representou seu país nos Jogos Olímpicos de 1984, no qual conquistou a medalha de ouro classe Flying dutchman  em 1984.